# Naviglio Pavese

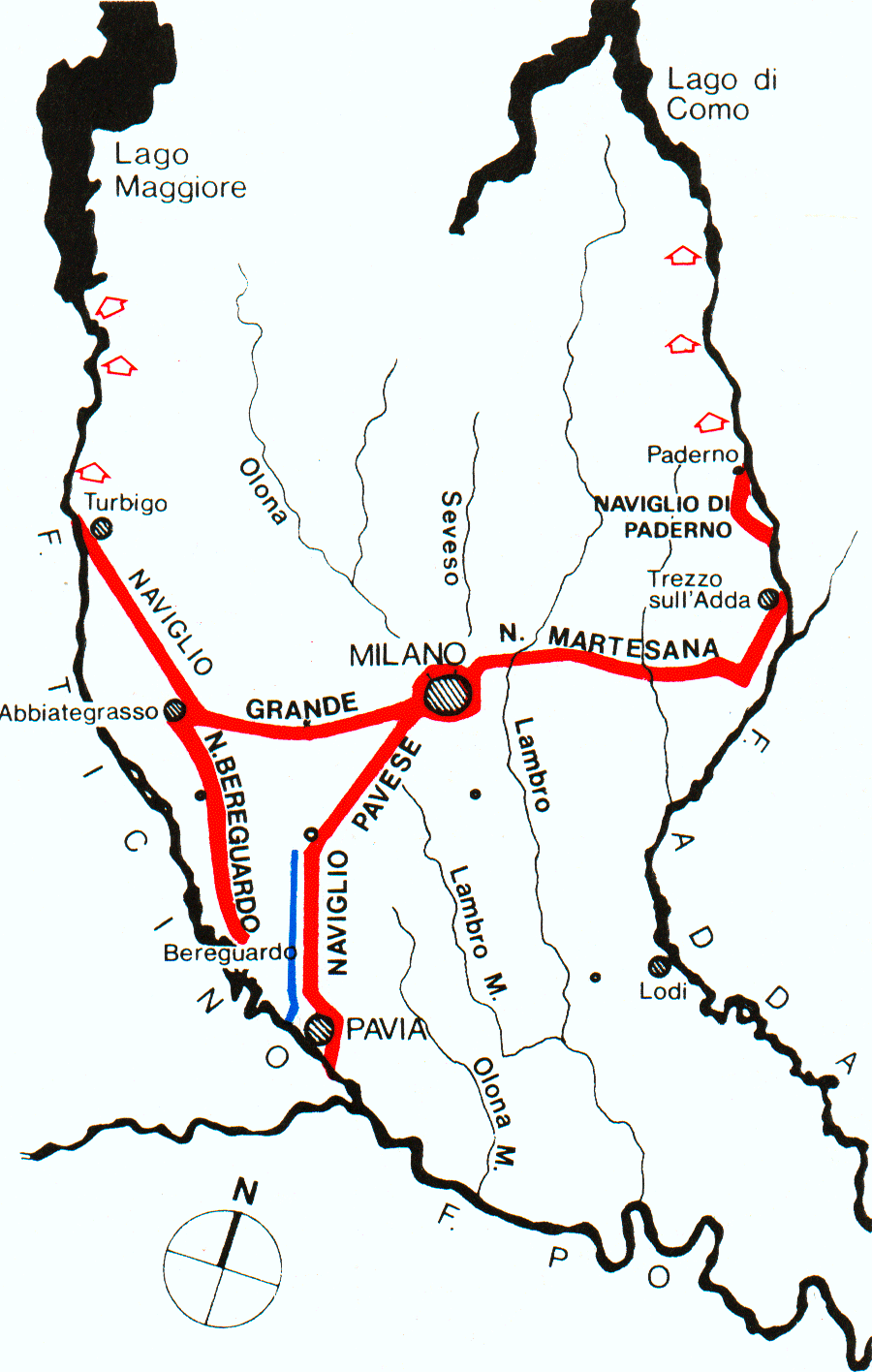
Les navigli de Milan.

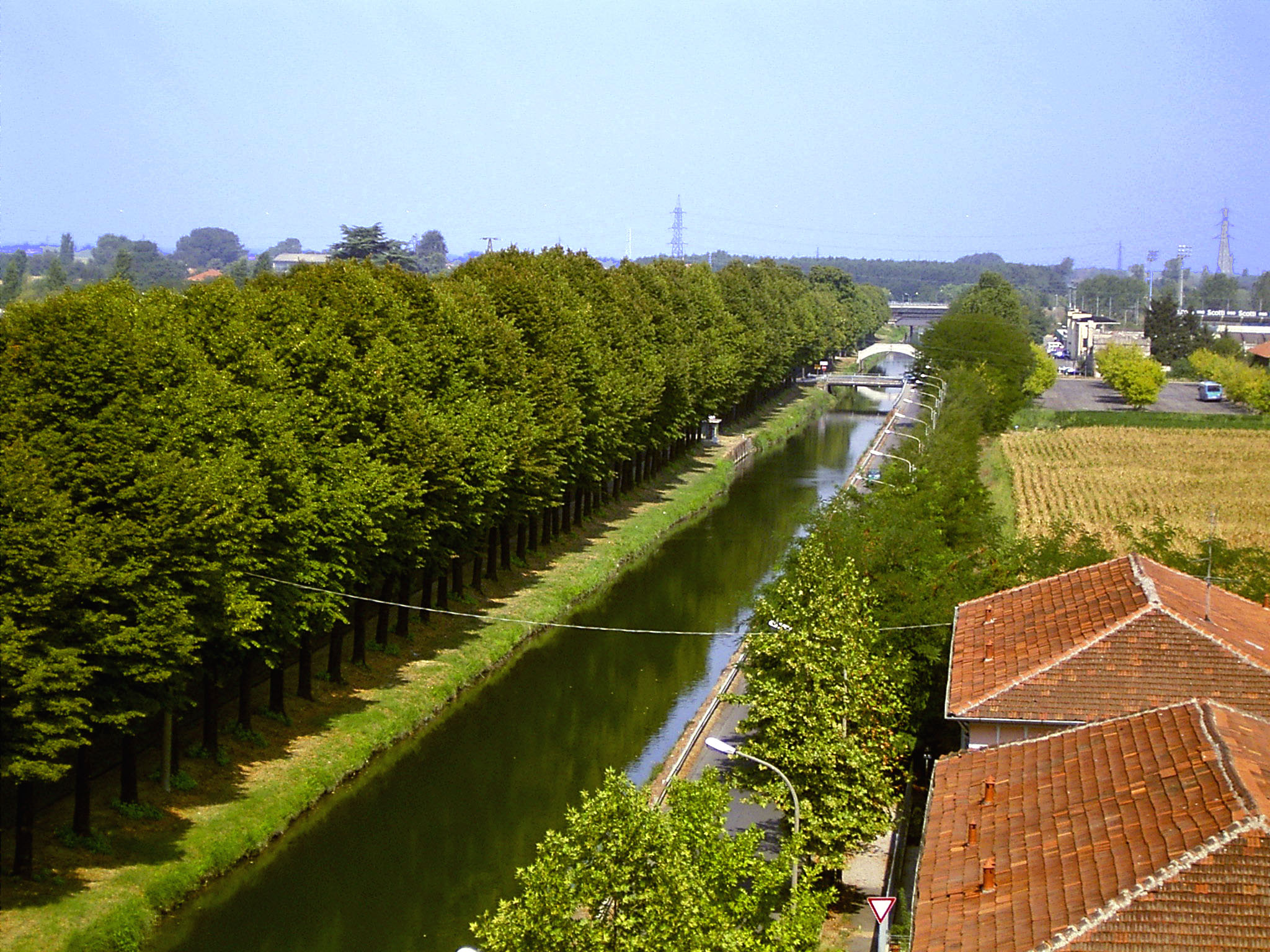
Le Naviglio Pavese à Pavie, Viale Repubblica.

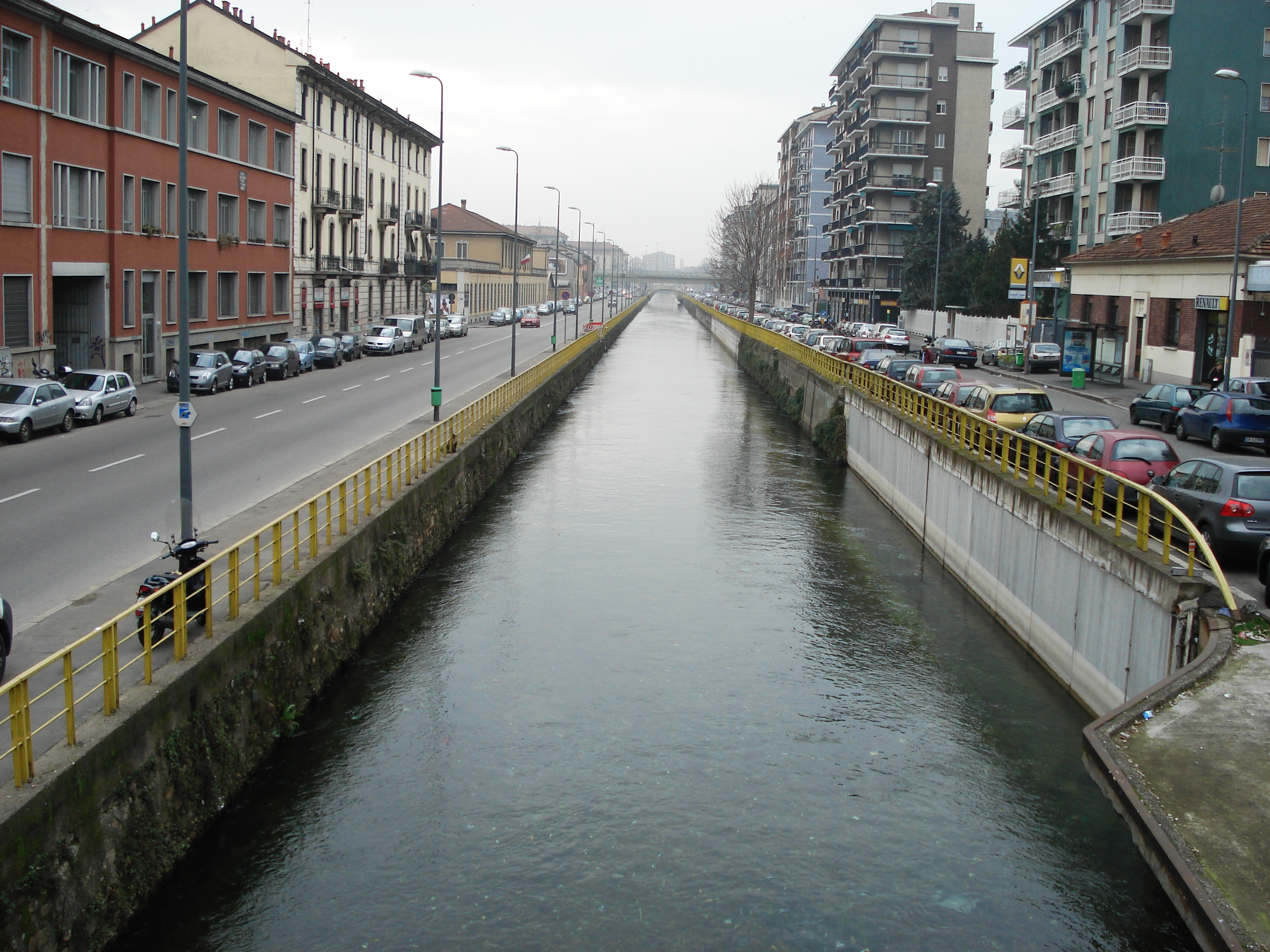
Le Naviglio Pavese à Milan.

Le Naviglio Pavese est un canal artificiel qui relie Milan à Pavie, partie du système des navigli lombards. 

## Caractéristiques
Canal ouvert en 1819, long de 33 km sur un dénivelé de 54,6 m, une largeur entre 9 et 10 m et une profondeur de 1,2 m. Son parcours est entrecoupé par 14 écluses.
Le naviglio s’étend du bassin de la « Porta Ticinese », continuant au sud sur le territoire de Pavie, jusqu’à la confluence avec la rivière Tessin, après avoir traversé la ville de Pavie. Entre Milan et Pavie, il est formé de deux bras presque rectilignes, qui font un coude dans la localité de Binasco. 
Jusqu’à environ le milieu du XXe siècle, il fut entièrement utilisé pour la navigation commerciale ; les dernières barques de transport le parcoururent en 1965, aujourd’hui, il est utilisé comme canal d’irrigation même si on tente de relancer un service de navigation de plaisance. 
Le tracé urbain milanais utilisait diverses barques pour le transport du sable. Aujourd’hui, c'est un lieu de détente avec la présence de restaurants, brasseries et autres établissements fréquentés, jusque tard dans la nuit, par une clientèle plutôt jeune.

## Histoire

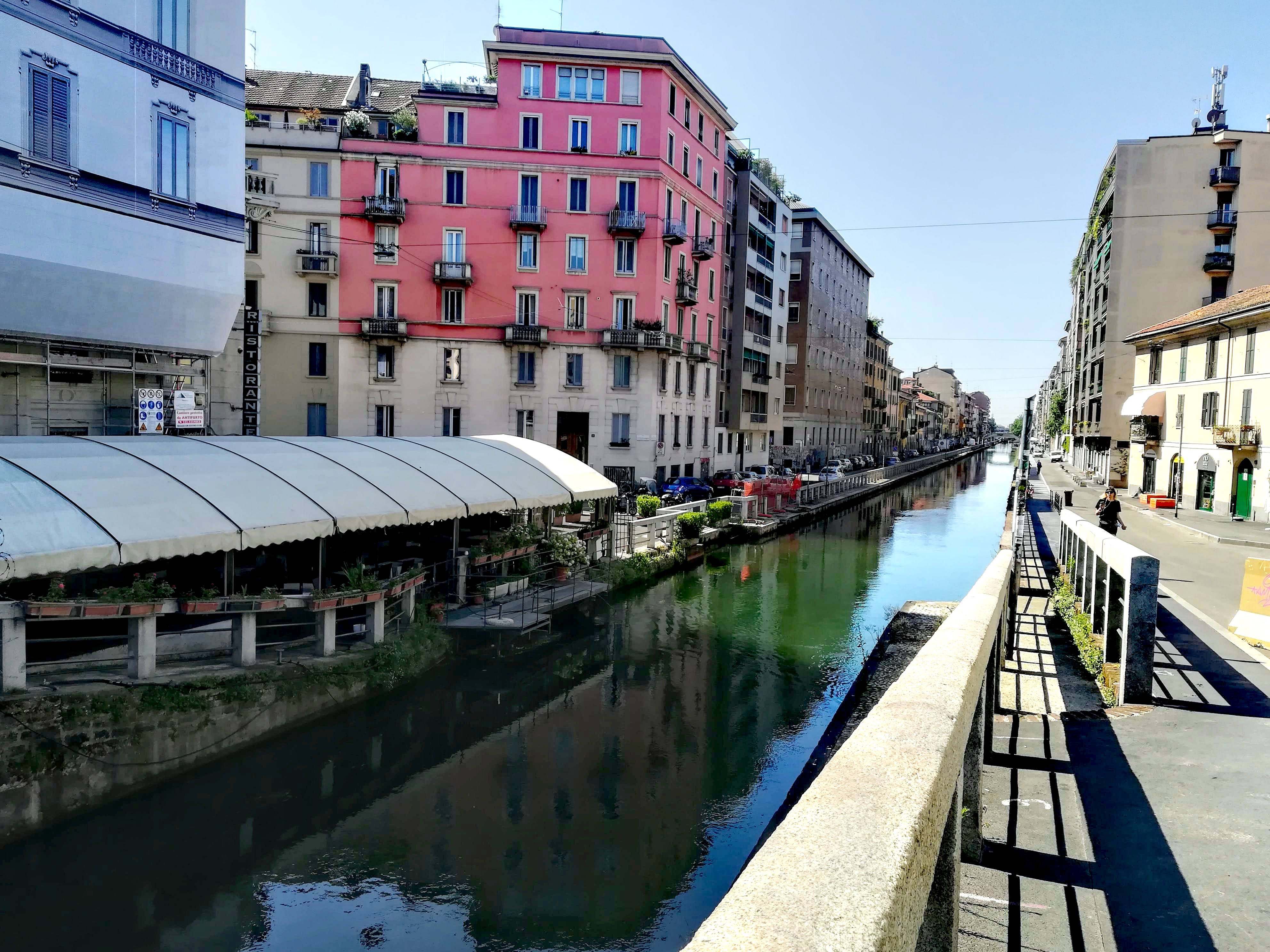
L’embouchure du Naviglio Pavese dans le port de Milan.

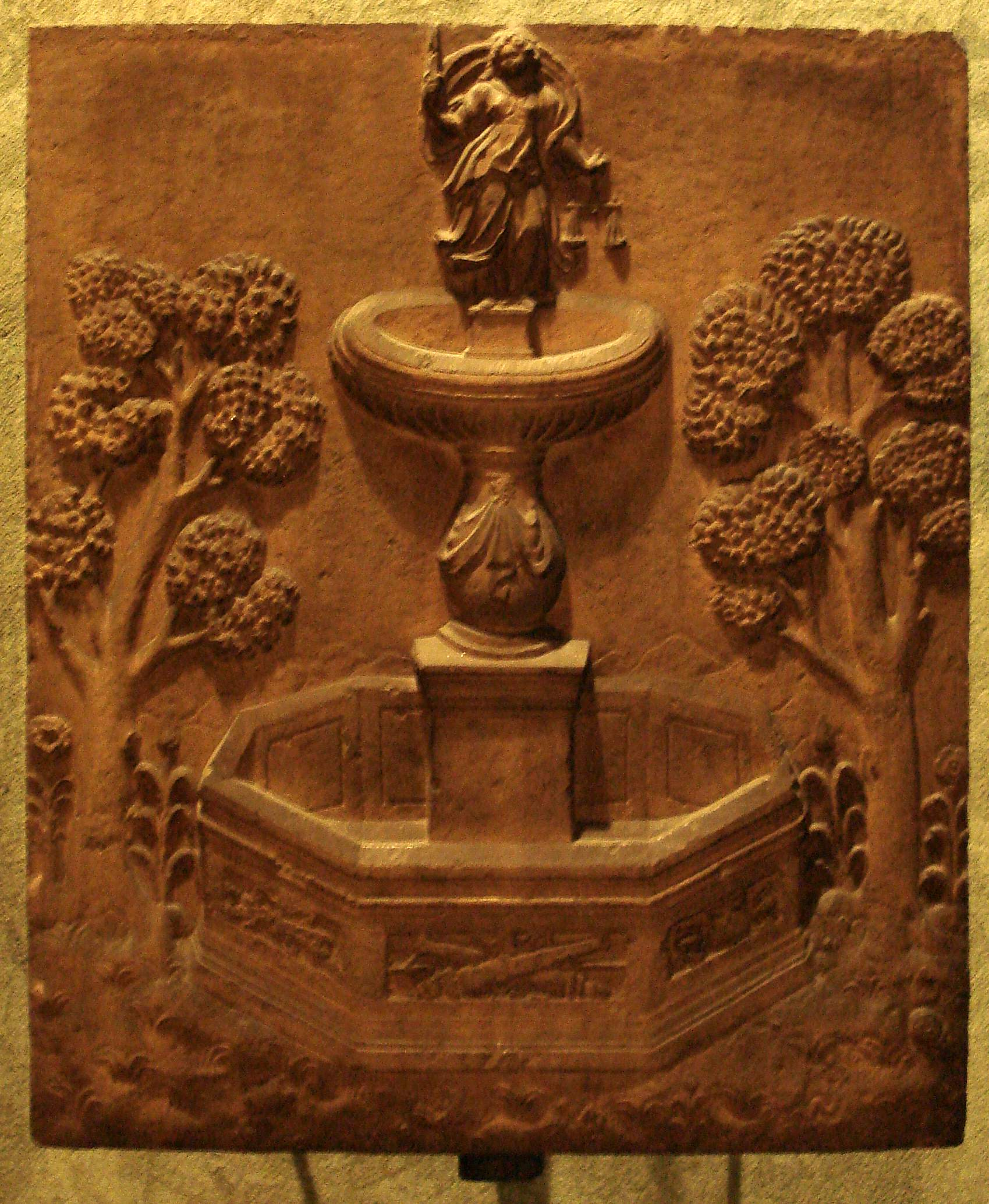
Détail du monument érigé par Fuentes (1601) pour la réalisation du naviglio pavesin.

L’idée du canal était déjà dans l’esprit des milanais au XIIIe siècle, puis dans celui des Visconti au XIVe siècle, puis dans celui des Sforza qui, en 1457, firent creuser un canal à Binasco.
En 1579, Giuseppe Meda est chargé de ce nouveau projet en urgence depuis que l’ouverture du Naviglio di Bereguardo commence à faire concurrence au trafic qui, alors, passait par Pavie. Approuvé en 1598 par le roi Philippe II d'Espagne, le projet fut abandonné à la mort de celui-ci et repris en 1600 par Pedro Enríquez de Acevedo conte de Fuentes gouverneur de Milan et approuvé par le nouveau roi Philippe III d'Espagne en 1601. Les travaux commencèrent par l’agrandissement du bassin de la « Porta Ticinese » (port de Milan), point de départ du canal, avec un premier tronçon jusqu’à la rivière Lambro.
Après quelques années, les travaux cessèrent en août 1611 après la mort du conte Fuentes (1610). Les dettes furent payées par la vente des « droits sur l’eau » et des matériaux de construction. Le canal fut interrompu à la seconde écluse à peine hors des murs de Milan. Cette écluse prit le nom de « Conca Fallata » (c’est-à-dire « écluse ratée » en français) parce qu’elle ne servit à rien pendant deux siècles, le canal, lui, servit pour l’irrigation.
Après 20 ans de silence, le projet fut de nouveau évoqué en 1637, puis en 1646, mais toujours repoussé par le gouvernement espagnol. Puis de nouveau en 1772 après la paix revenue entre les puissances européennes et les promesses faites par les occupants autrichiens.
Au passage des Autrichiens aux Français de Napoléon Bonaparte, Milan devint capitale de la République cisalpine puis du royaume d'Italie (1805-1814) ; l’essor reprit pour la région et un nouveau projet de 1805 fut approuvé en janvier 1807.
En 1809, la mésentente entre les ingénieurs et le directeur retarda l’avancement des travaux, aggravé en 1813, par la chute de Napoléon et le retour des Autrichiens en Lombardie.
Enfin, en 1817, les travaux reprirent pour se terminer en 1819 et inauguré le 16 août.
LaConca Fallata fut l’objet, inopinément, d’une utilisation pour la production d’énergie électrique avec une implantation très moderne pour utiliser les 4,5 mètres de dénivellation.

## LeNavigliaccio
Un canal plus ancien, non navigable, court parallèlement au Naviglio entre Binasco et Pavie, un peu au-delà de la route nationale SS35, et prend le nom de Navigliaccio.